# Flaskô
Flaskô é uma empresa brasileira sediada no município paulista de Sumaré, produtora de reservatórios e tonéis plásticos. Em 2009, era a única empresa no Brasil ocupada por funcionários.

## Ocupação
Foi tomada por seus funcionários em junho de 2003, após inúmeros pedidos de falência- embora esta nunca tenha se concretizado -, devido à resistência dos funcionários. Era então dirigida pelos irmãos Anselmo e Luis Batschauer. Grande parte das dívidas da empresa era decorrente de salários atrasados e encargos trabalhistas. A ocupação seguiu o que já havia ocorrido com outras empresas dos proprietários em Joinville (Cipla e Interfibra).
No caso da Flaskô, o administrador judicial foi expulso do local pelos próprios trabalhadores, decisão que foi tomada em assembleia pelos seus 58 funcionários.
Os funcionários têm utilizado de passeatas para impedir leilões do maquinário para o pagamento de dívidas ou para impedir a penhora de quase todo o faturamento da empresa para pagar dívidas com a União. Não concordam com a transformação em cooperativa, a fim de não perder seus direitos trabalhistas. Trabalham politicamente para conseguir a estatização da empresa.